# Ботово (Хорватія)
Ботово (хорв. Botovo) — населений пункт у Хорватії, у Копривницько-Крижевецькій жупанії у складі громади Дрнє.

## Населення
Населення за даними перепису 2011 року становило 272 осіб.
Динаміка чисельності населення поселення: